# Пам'ятники Кременчука
Це стаття для ознайомлення, зокрема й візуального, з існуючими пам'ятками монументального мистецтва (пам'ятники, меморіальні комплекси, пам'ятні знаки, пам'ятні та меморіальні дошки, стели) у районному центрі Полтавської області — Кременчуці.

## Історія
На XI сесії міської ради IV скликання від 10 квітня 2003 року було затверджено «Перелік пам'яток культурної спадщини міста Кременчука». На цей час на обліку і під охороною держави знаходилась 201 пам'ятка:

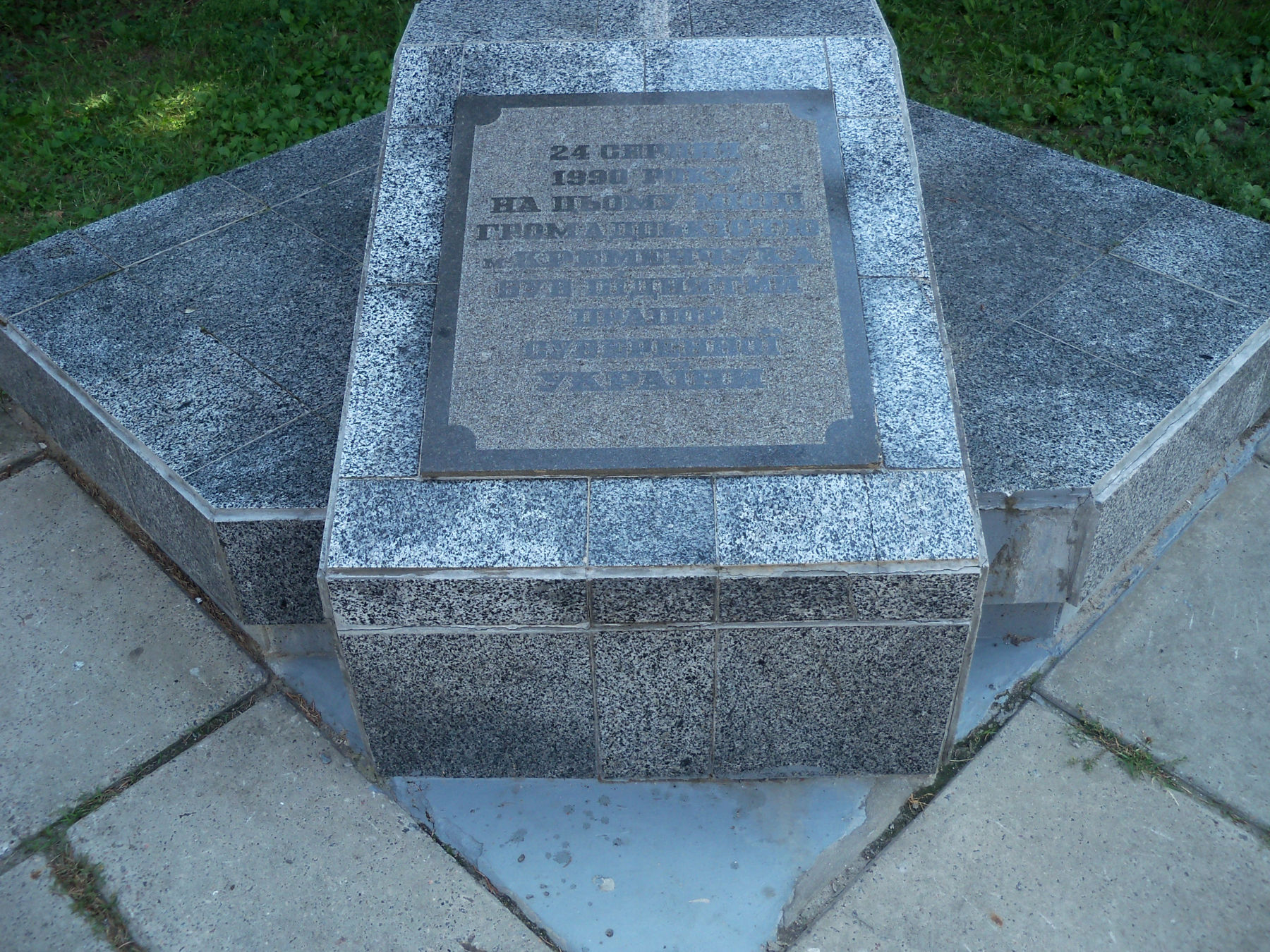
Підніжжя пам'ятного знаку 10-й річниці Незалежності України

- 72 пам'ятки монументального мистецтва
- 42 братські могили та окремі поховання відомих людей
- 57 пам'яток архітектури та містобудування
- 21 будівля, пов'язана з важливими історичними подіями та діяльністю відомих осіб
- 7 пам'яток археології
- 2 пам'ятки садово-паркового мистецтва.

Рішенням цієї ж сесії затверджені балансоутримувачі об'єктів культурної спадщини міста.
З прийняттям Закону «Про охорону культурної спадщини» в місті стали більше приділяти уваги історичному надбанню, почали з'являтись нові пам'ятники. В період з 2000 по 2008 рік у Кременчуці встановлено і взято на облік 16 нових пам'ятників, меморіальних дощок та пам'ятних знаків.

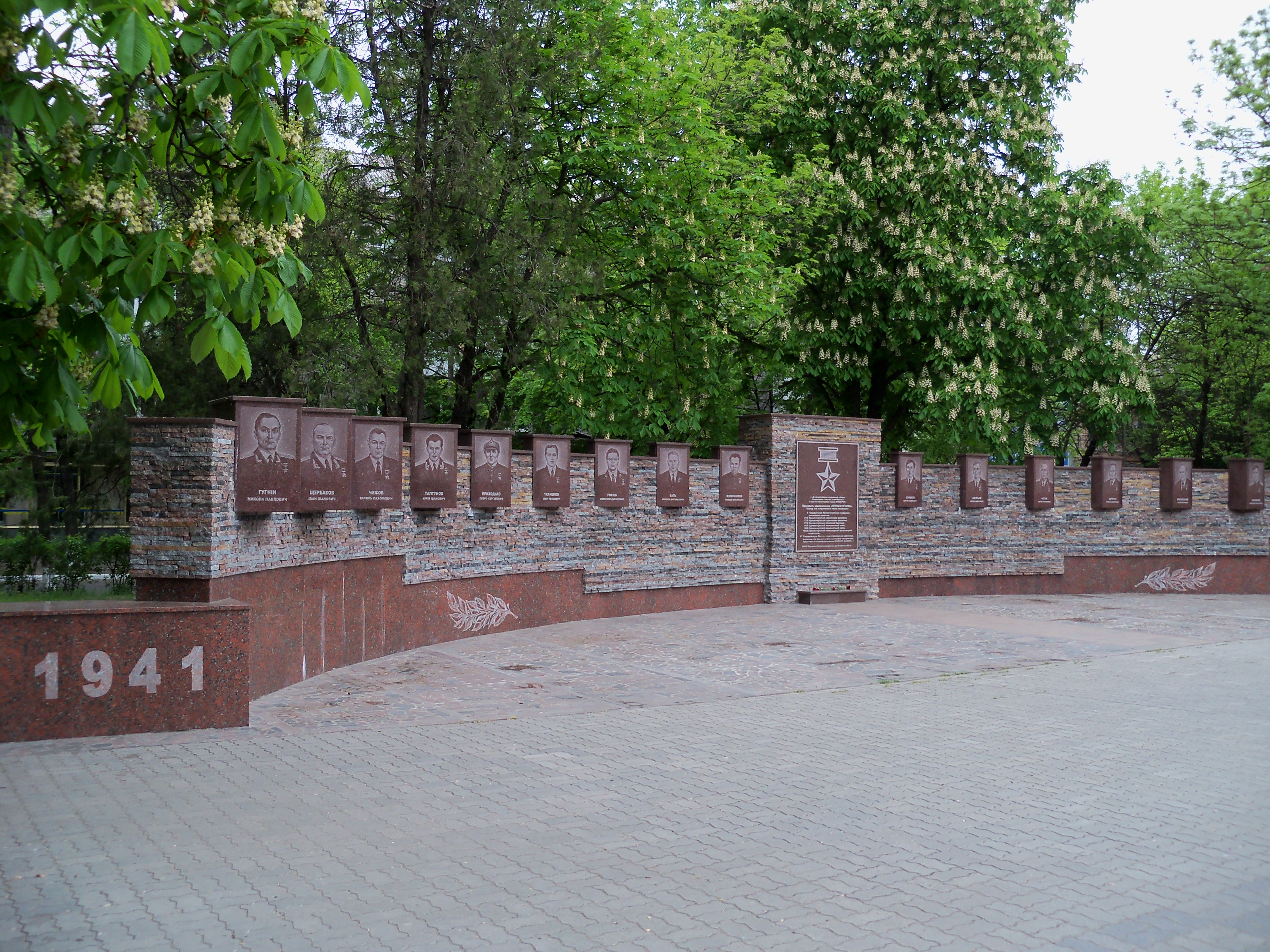
Алея Героїв Радянського Союзу

У місті відбулося встановлення нової пам'ятної таблички біля пам'ятки природи «Скеля-реєстр» (район річкового вокзалу, 2003 р.). 2008–2009 рр. були встановлені новий пам'ятний знак на честь Куруківської битви та новий обеліск на могилі льотчика М. Г. Виноградова, дерев'яний хрест пам'ятника «Жертвам голодомору 1932 — 1933 рр.» замінений на гранітний.
До Дня міста 2008 року було реконструйовано Алею Героїв Радянського Союзу у сквері ім. Олега Бабаєва. На 18 гранітних плитах викарбувано портрети героїв-кременчужан.
За ініціативи Кременчуцького медичного коледжу, Кременчуцької міської дитячої лікарні та Кременчуцького краєзнавчого музею 17 червня 2009 року урочисто відкрито меморіальну дошку Заслуженому лікарю України, Почесному громадянину міста В. Т. Федько.
16 лютого 2009 року, до сторіччя з дня народження героя-підводника, кременчужанина С. Коваленка, відкрита пам'ятна дошка на будівлі загальноосвітньої школи № 1.
У місті також встановлені специфічні пам'ятники. Це «Пам'ятник водопровідникам», встановлений до 90-річчя міськводоканалу, та символічна «Щука з Кременчука» (з народної пісні про щуку з Кременчука, записаної в нотатках великого Кобзаря).

## Пам'ятники Кременчука
Серед пам'ятників Кременчука є один державного значення (Пам'ятник А. С. Макаренку) та один обласного (Меморіал «Вічно живим»), інші місцевого значення.

### Пам'ятники
| Назва                                                                 | Розташування                                                                            | Фото | Відкриття       | Реєстрація | Короткі відомості |
| --------------------------------------------------------------------- | --------------------------------------------------------------------------------------- | ---- | --------------- | ---------- | --- |
| Володимиру Вернадському                                               | Сквер імені Олега Бабаєва, 10                                                           |      |                 |            | Вчений зупинявся у 1890 році разом з Докучаєвим Василем Васильовичем в будинку колишнього готелю «Вікторія» під час дослідження ґрунтів Кременчуцького повіту |
| Військовим з'єднанням і частинам, що відзначилися в боях за Кременчук | Парк Миру                                                                               |      |                 |            | |
| Водопровідникам                                                       | Вулиця Героїв Маріуполя, 35-А (на території міськводоканалу)                            |      |                 |            | Встановлений до 90-річчя міського водоканалу. |
| Воїну-визволителю                                                     | Вулиця Соборна, Сквер імені Олега Бабаєва                                               |      | 1949            | 1989       | Встановлено учасникам Другої світової війни |
| Воїнам Кременчуцького гарнізону                                       | В/ч А-1546, просп. Свободи                                                              |      | 1966            |            | |
| Жертвам Голокосту                                                     | Вулиця Миколи Залудяка, територія синагоги                                              |      |                 |            | Відкритий в пам'ять 15 тис. євреїв Кременчука та району, які були знищені фашистами у 1941–1943 роках.                                                        |
| Жертвам фашизму                                                       | Вулиця Юрія Руфа, на території Кременчуцького залізничного технікуму                    |      |                 |            | Присвячений жертвам фашизму, що загинулу під час Радянсько-німецької війни на цьому місці знаходився табір військовополонених.                                |
| Комсомольцям-підпільникам                                             | Крюків кладовище                                                                        |      | 1985            |            | Встановлено на честь комсомольців-підпільників Великої Вітчизняної війни.                                                                                     |
| Котлову І. Ф.                                                         | Територія Крюківського вагонобудівного заводу                                           |      | 1977 29 квітня  |            | Спочатку стояв у сквері по вул. Академіка Герасимовича, перенесений на територію Крюківського вагонобудівного заводу.                                         |
| «Макаренко і діти»                                                    | Вул. Валентини Федько, 33 (територія Кременчуцького гуманітарно-технологічної академії) |      | 1986 5 жовтня   |            | 20 роки XX ст. Підпадає під демонтаж згідно закону “Про засудження та заборону пропаганди російської імперської політики в Україні”.                          |
| Макаренку А. С.                                                       | Вулиця Михайла Драгоманова, 44                                                          |      | 1988 11 березня |            | Встановлена на честь А. С. Макаренка Підпадає під демонтаж згідно закону “Про засудження та заборону пропаганди російської імперської політики в Україні”.    |
| Пам'ятник партизанам підпільникам                                     | Крюківській район                                                                       |      | 1997            |            | Встановлено учасникам Другої світової війни. |

### Меморіальні комплекси
| №п/п | Назва                                             | Розташування                              | Фото | Відкриття       | Реєстрація | Короткі відомості |
| ---- | ------------------------------------------------- | ----------------------------------------- | ---- | --------------- | ---------- | --- |
| 1    | Героям Радянського Союзу пам'ятна алея            | Вулиця Соборна, Сквер імені Олега Бабаєва |      |                 |            | Встановлено Героям Радянського Союзу, що визволяли Кременчук. Розташована позаду Пам'ятника Воїну-визволителю.                               |
| 2    | «Вічно живим»                                     | просп. Свободи                            |      | 1973 28 вересня |            | Встановлено з нагоди 30-річчя визволення Кременчука на місці колишнього табору військовополонених, де загинуло 93 тис. радянських полонених. |
| 3    | На афганській стежині (рос. «На афганской тропе») | Парк Воїнів-інтернаціоналістів            |      | 2003 15 березня |            | Встановлений на честь воїнів-інтернаціоналістів                                                                                              |
| 4    | Меморіал «Небесна сотня»                          | Сквер імені Олега Бабаєва                 |      | 2014            |            | Встановлений на честь «Небесної сотні» |

### Пам'ятні знаки
| №п/п | Назва                                                   | Розташування                                      | Фото | Відкриття     | Реєстрація | Короткі відомості |
| ---- | ------------------------------------------------------- | ------------------------------------------------- | ---- | ------------- | ---------- | --- |
| 1    | 10-й річниці Незалежності України                       | Площа Перемоги                                    |      | 2001          |            | |
| 2    | Богаєвському О. Т.                                      | Територія 1-ї міської лікарні                     |      | 1990          |            | Встановлений на честь лікаря О. Т. Богаєвського.                                                                               |
| 3    | Визволенню Кременчука (артилерійська установка САУ 152) | просп. Свободи (район Пивзаводу)                  |      | 1990          |            | |
| 4    | Військовополоненим та мирним жителям, які загинули      | Крюків, на Пінчуківці                             |      | 2001 Вересень |            | Встановлений військовополоненим та мирним жителям, які загинули під час Великої вітчизняної війни.                             |
| 5    | Жертвам голодомору 1932—1933 років                      | Воскресенське кладовище, вул. Бетонна             |      | 1996          |            | Встановлений в пам'ять про жертв голодомору 1932—1933 років.                                                                   |
| 6    | Жертвам сталінських репресій                            | Сквер імені Олега Бабаєва                         |      | 1996          |            | Встановлений в пам'ять про жертв сталінських репресій, напроти площі Незалежності.                                             |
| 7    | Жертвам Чорнобиля                                       | Придніпровський парк, (набережна)                 |      | 1996          |            | Присвячений жертвам Чорнобиля.                                                                                                 |
| 8    | Загиблим військовим льотчикам                           | вулиця Університетська, 57-А                      |      | 2011 9 травня |            | Встановлений біля музею авіації та космонавтики.                                                                               |
| 9    | Загиблим радянським патріотам                           | біля меморіалу «Вічно живим»                      |      | 2011 9 травня |            | Встановлений на честь загиблих радянських патріотів у концтаборі.                                                              |
| 11   | Закладанню парку Миру                                   | Вулиця Миру                                       |      | 1985          |            | Встановлений з нагоди закладання Парку Миру на честь 40-річчя Перемоги у Великої Вітчизняної війни.                            |
| 13   | «Зелений простір Hyundai»                               | Ювілейний парк                                    |      | 2008          |            | Встановлений з нагоди висадки 985-ти дерев у рамках соціального проекту «Хюндай Моторс Україна» — «Зелений простір Hyundai».   |
| 14   | Комсомолкам-підпільницям                                | Вулиця Небесної Сотні (біля мосту)                |      |               |            | Встановлений на честь шести комсомолкам-підпільницям махоркової фабрики, які загинули від рук денікінців наприкінці 1919 року. |
| 15   | Куруківській битві                                      | На в'їзді до Кременчука з Кропивницького напрямку |      | 1991          |            | Присвячений Куруківській битві 1625 року.                                                                                      |
| 16   | Пономаренку І. К.                                       | просп. Свободи, 62                                |      | 2001          |            | Встановлений на честь колишнього мера Кременчука І. К. Пономаренка.                                                            |
| 17   | Радянським воїнам пам'ятний знак                        | проспект Свободи, на території Парка МЮДа         |      |               |            | Встановлено над могилою радянських воїнів, які загинули в роки Другої світової війни.                                          |
| 18   | Робітникам 12-ї дистанції колії                         | Територія 12-і дистанції путі                     |      | 1965          |            | Встановлено робітникам 12-ї дистанції колії, які загинули на фронтах Великої Вітчизняної війни.                                |
| 19   | Робітникам вагонного депо станції Кременчук             | Територія вагонного депо                          |      | 1965          |            | Встановлено на честь робітників Вагонного депо станції Кременчук, які загинули на фронтах Великої Вітчизняної війни.           |
| 20   | Робітникам вагонобудівного заводу                       | Сквер Вагонобудівного заводу                      |      | 1967          | 1985       | Встановлено на честь робітників Вагонобудівного заду, які загинули на фронтах Великої Вітчизняної війни.                       |
| 21   | Робітникам заводу дорожніх машин                        | просп. Свободи, на території ВАТ "Кредмаш"        |      | 1967          | 1985       | Встановлено на честь робітників заводу дорожних машин, які загинули на фронтах Другої світоової війни.                         |
| 21   | Робітникам Крюківського кар'єроуправління               | Територія кар'єроуправління                       |      | 1967          |            | Встановлено робітникам Крюківського кар'єроуправління, які загинули на фронтах Великої Вітчизняної війни.                      |
| 23   | Робітникам м'ясокомбінату                               | Вулиця Героїв Маріуполя, 48, ВАТ «Кременчукм'ясо» |      | 1953          |            | Встановлено робітникам м'ясокомбінату, які загинули на фронтах Великої Вітчизняної війни.                                      |
| 24   | Робітникам об'єднання «Нерудбудматеріали»               | Вулиця Ярмаркова, 15                              |      | 1974          |            | Встановлено робітникам об'єднання «Нерудбудматеріали», які загинули на фронтах Великої Вітчизняної війни.                      |
| 25   | Робітникам трикотажної фабрики                          | Вулиця Театральна, територія фабрики              |      | 1977          |            | Встановлено на честь робітників Трикотажної фабрики, які загинули на фронтах Великої Вітчизняної війни.                        |
| 26   | Робітникам шкіряно-лимарного комбінату                  | Вулиця Юрія Руфа                                  |      |               |            | Встановлено робітникам шкіряно-лимарного комбінату, які загинули на фронтах Великої Вітчизняної війни.                         |
| 27   | Рязанцеву Г. Р.                                         | Територія 1-ї міської лікарні                     |      | 1990          |            | На місці загибелі Г. Р. Рязанцева під час визволення Кременчука.                                                               |
| 28   | Спорудженню фонтана та сквера                           | Ріг вулиць Київської та просп. Свободи            |      | 1987          |            | |

### Пам'ятні стели
| №п/п | Назва                            | Розташування                                                                                            | Фото | Відкриття      | Реєстрація | Короткі відомості                                                                                |
| ---- | -------------------------------- | --- | ---- | -------------- | ---------- | ------------------------------------------------------------------------------------------------ |
| 2    | Власюку О. В. пам'ятна стела     | Вулиця Республіканська 95                                                                               |      | 1993           |            | Встановлена на честь воїна-інтернаціоналіста О. В. Власюка (1969—1989), що загинув у Афганістані |
| 3    | Сердюку І. меморіальний барельєф | Вулиця Небесної Сотні 21/35 49°04′04.2″ пн. ш. 33°24′44.9″ сх. д. / 49.067833° пн. ш. 33.412472° сх. д. |      | 2020 20 лютого |            | Встановлена на честь Героя Небесної Сотні, Героя України Ігоря Сердюка                           |
| 4    | Шевченку Т. Г. пам'ятна стела    | На розі вулиць Соборна та Шевченка                                                                      |      | 1989           |            | Встановлена на честь Шевченка Т. Г.                                                              |

## Колишні пам'ятники
| Назва                           | Дата встановлення | Дата знесення       | Розташування                                                     | Фото | Короткі відомості |
| Володимиру Леніну               | 1971 9 листопада  | 24 лютого 2014 року | Площа Перемоги                                                   |      | |
| Володимиру Леніну               | 1977              | 24 лютого 2014 року | Сквер головної прохідної ВАТ КВБЗ                                |      | |
| Володимиру Леніну               | 1949              |                     | Вулиця Івана Приходька, Парк Крюківського вагонобудівного заводу |      | Через відсутність художньої цінності і постійну увагу вандалів пам'ятник Леніну прибрано. |
| Володимиру Леніну               | 1953              | листопад 2008       | Полтавський проспект                                             |      | У листопаді 2008 року невідомі особи розбили скульптуру пам'ятника Леніну. Комісія створена міськвиконкомом дійшла висновку, що пам'ятник поновленню не підлягає. Кримінальну справу закрили за строком давності. Пам'ятник запропоновано зняти з обліку за відсутністю.        |
| Олександрові Пушкіну            | 28 грудня 1985    | 21 листопада 2022   | Бульвар Українського Відродження                                 |      | Встановлено на честь Олександра Пушкіна Демонтований в рамках деколонізації після початку широкомасштабного російського вторгнення. |
| Пам’ятник "Борцям за владу рад" | 1938              | 17 квітня 2024      | площа Перемоги                                                   |      | Приблизно на цьому місці від 1918-го року були поховання червоногвардійців, червоноармійців, місцевих активістів, радянських та партійних діячів тощо. Так утворилося кілька братських могил, які 1930-го року облаштували в одну загальну, а в 1938 році встановили пам’ятник. |
| Матросам Дніпровської флотилії  | 1938              | 30 червня 2025      | Вулиця Івана Приходька                                           |      | Матроси Дніпровської військової флотилії у складі Червоної армії ленінської Росії (1919-20 рр.) воювали проти Армії Української народної республіки. Вони брали участь у вторгненні російських більшовиків в Україну у 1918-1919 роках. Демонтовано 30 червня 2025 року.        |